# Subversion
Subversion là một phần mềm mã nguồn mở dùng để quản lý và kiểm tra các phiên bản mã nguồn khác nhau trong quá trình phát triển phần mềm. Subversion cũng còn được gọi là svn. Svn là lệnh dùng để thực hiện các chức năng Subversion trong môi trường thi hành lệnh trên các máy vi tính. Subversion được thiết kế với mục đích thay thế phần mềm quản lý phiên bản Concurrent Versioning System (CVS) đã cũ và có nhiều nhược điểm. Một số các lập trình viên chính cho dự án CVS hiện đang tham gia phát triển Subversion.
Subversion rất phổ biến trong giới mã nguồn mở và được dùng để quản lý mã nguồn cho nhiều ứng dụng Phần mềm miễn phí như: Apache Software Foundation, KDE, GNOME, Free Pascal, FreeBSD, GCC, Python, Django, Ruby, và Mono. SourceForge.net và Tigris.org, nơi chứa miễn phí chuyên nghiệp dành cho các ứng dụng tự do, đều có hỗ trợ Subversion cho các ứng dụng được lưu trữ trong máy chủ. Ngoài ra Google Code và BountySource chỉ sử dụng Subversion để quản lý các phiên bản mã nguồn.
Subversion được phát hành với giấy phép Apache License. Do đó Subversion là một phần mềm nguồn mở và miễn phí.

## Chương trình khách
Dưới đây là một số các chương trình khách hay giao diện người dùng có khả năng truy cập các máy chủ chạy Subversion.
- AnkhSVN là một phần mềm phụ, bổ sung khả năng truy cập Subversion cho môi trường lập trình Visual Studio.NET.
- eSvn, chương trình khách dựa trên thư viện Qt.
- Insurrection Lưu trữ ngày 15 tháng 6 năm 2006 tại Wayback Machine, giao diện Web cho Subversion.
- JSVN, chương trình khách viết bằng Java.
- kdesvn Lưu trữ ngày 8 tháng 12 năm 2005 tại archive.today, chương trình khách cho KDE.
- psvn.el, giao diện Subversion cho Emacs.
- PushOk SVN SCC PlugIn là một phần mềm phụ, bổ sung khả năng truy cập Subversion cho môi trường lập trình Visual Studio.NET.
- RapidSVN Lưu trữ ngày 9 tháng 2 năm 2010 tại Wayback Machine, chương trình khác đa hệ điều hành dựa trên thư viện wxWidgets.
- SCPlugin Lưu trữ ngày 25 tháng 9 năm 2010 tại Wayback Machine, phần mềm phụ cho Macintosh Finder.
- SmartSVN Lưu trữ ngày 28 tháng 12 năm 2006 tại Wayback Machine là một chương trình khác đa hệ điều hành, có hai bản quyền: miễn phí và thương mại, được viết bằng Java.
- Subcommander Lưu trữ ngày 14 tháng 6 năm 2006 tại Wayback Machine, chương trình khách đa hệ điều hành dựa trên thư viện Qt
- svnX Lưu trữ ngày 18 tháng 6 năm 2016 tại Wayback Machine, chương trình khách cho Mac OS
- TortoiseSVN Lưu trữ ngày 7 tháng 4 năm 2006 tại Wayback Machine là một phần mềm làm việc trên nền Windows Explorer.
- TurtleSVN đi kèm với TortoiseSVN để hỗ trợ môi trường lập trình Visual Studio.NET.
- WebSVN Lưu trữ ngày 12 tháng 6 năm 2006 tại Wayback Machine, là một giao diện Web cho Subversion, viết bằng PHP
- WebClient for SVN Lưu trữ ngày 10 tháng 6 năm 2006 tại Wayback Machine là một chương trình khách mã nguồn mở viết bằng Java/JSP, thường được dùng cho các thao tác đơn giản.
- ZigVersion là một chương trình khác thương mại cho Mac OS X Subversion.
- sventon Lưu trữ ngày 4 tháng 7 năm 2008 tại Wayback Machine Web GUI